# Mecanică cerească
Mecanica cerească este o ramură a astronomiei și a mecanicii clasice care se ocupă cu studierea și descrierea mișcărilor obiectelor cerești, cum sunt stelele, planetele, asteroizii și cometele, cu ajutorul teoriilor fizicii și matematicilor. 
Domeniile fizicii cele mai direct vizate sunt cinematica, dinamica, mecanica clasică și relativistă.
În Antichitate, se distingeau mecanica cerească de mecanica terestră, cele două lumi fiind, potrivit gânditorilor epocii, conduse de legi complet diferite (aici, pe Pământ, lucrurile cad, iar sus, pe Cer,  ele „se plimbă”). Această concepție se integra în concepția ptolemeică a geocentrismului.
În astronomie, Legile lui Kepler descriu proprietățile principale ale mișcărilor planetelor în jurul Soarelui. Ele au fost descoperite de Johannes Kepler pornind de la observațiile și măsurătorile poziției planetelor, dar și prin influența astronomului marocan Al-Betrugi (Alpetragius), care, în modelul său planetar, introduce o cauză fizică a mișcărilor cerești și deschide astfel calea lui Johannes Kepler și astronomiei moderne. Aceste legi se generalizează tuturor obiectelor cerești. Primele două legi ale lui Kepler au fost publicate în 1609, iar a treia lege în 1618.
În 1687, Isaac Newton pornind de la Legile lui Kepler a descoperit Legea atracției universale  (gravitația).

La începutul secolului al XX-lea, Einstein a generalizat gravitația incluzând-o în teoria sa a relativității generale.

### Lucrări de inițiere
Accesibile începând cu primul ciclu universitar.
- Florin Diacu & Philip Holmes; Celestial Encounters - The Origin of Chaos, Princeton University Press (1996), ISBN 0-691-00545-1. «Originea modernă a haosului» se găsește în lucrările lui Henri Poincaré realizate la sfârșitul secolului al XIX-lea, à propos de o veche problemă de mecanică newtoniană: problema a N corpuri. Autorii prezentei lucrări, matematicieni specialiști în domeniu, retrasează, în mod elegant, istoria acestei probleme și a dezvoltăriilor sale de la Poincaré până în zilele noastre.
  - Philip Holmes și Florin Diacu, Întâlniri Cerești - Originea Haosului și a Stabilității, Traducere în limba română de Vasile Mioc, Societatea Știință și Tehnică S.A., București, 1996, 225 p. ISBN	973-9236-07-3
- Forest R. Moulton; An introduction to celestial mechanics, Dover (1970) ISBN 0-48664-687-4. Reeditarea celei de-a  doua ediții publicate, la origine în 1914; este o lucrare de introducere foarte clară.

### Lucrări mai tehnice

#### Cele vechi
- Pierre-Simon Laplace; Traité de mécanique céleste, Éditions Jacques Gabay (1990). Reeditare a unei lucrări clasice de la începutul secolului al XIX-lea, în 4 volume. Nivelul celui de-al doilea ciclu universitar.
- François-Félix Tisserand; Traité de mécanique céleste, Éditions Jacques Gabay (1990). Reeditare a unei lucrări clasice de la sfârșitul secolului al XIX-lea, în 4 volume. Nivelul celui de-al doilea ciclu universitar.
- Henri Poincaré; Leçons de mécanique céleste, 3 tomes, (1905-1910), réédité par Jacques Gabay, Paris (2003). O lucrare de referință, scrisă de un mare matematician care a contribuit atât de mult la acest subiect! Nivelul celui de-al doilea ciclu universitar.

#### Cele moderne
- Vladimir I. Arnold, V.V. Kozlov & A.I. Neishtadt ; Mathematical Aspects of Classical and Celestial Mechanics, Encyclopaedia of Mathematical Sciences, Springer-Verlag (ediția a doua, 1993).
- Vladimir I. Arnold ; Mathematical Methods of Classical Mechanics, Springer-Verlag (ediția a doua, 1989 ISBN 0-387-96890-3. O sinteză a stării artei în mecanica analitică (formalisme Lagrangian & Hamiltonian) cu accentul pus pe interpretarea geometrică a acestor formalisme, prin unul din cei mai strălucitori matematicieni ai domeniului. Începând cu al doilea ciclu universitar.
- Carl L. Siegel & Jürgen Moser ; Lectures on celestial mechanics, Classics in Mathematics, Springer-Verlag (1995). Câteva rezultate matematice asupra problemei a trei corpuri. Minimum nivelul celui de-al doilea ciclu universitar.
- June Barrow-Green ; Poincaré & the three-body problem, History of Mathematics (Vol. 11), American Mathematical Society & London Mathematical Society (1997).
- Donald G. Saari ; Collisions, Rings, and Other Newtonian N-Body Problems, CBMS Regional Conference Series in Mathematics 104, American Mathematical Society (2005), ISBN 0-8218-3250-6.
- Kenneth R. Meyer, Glen R. Hall ; Introduction to Hamiltonian Dynamical Systems and the N-Body Problem, Applied Mathematical Sciences 90, Springer-Verlag (1991), ISBN 0-387-97637-X.
- Vladimir I. Arnold & André Avez ; Ergodic Problems of Classical Mechanics, Advanced Book Classics, Pearson Addison Wesley (Mai 1989) ASIN 0201094061.